# Вилем I (Нидерландия)
Вилем Фредрик I Нидерландски (на немски: Wilhelm Friedrich; * 24 август 1772, Хага; † 12 декември 1843, Берлин) e като Вилем VI принц на Оранж (1795 – 1813), княз на Фулда, граф на Корвей, Вайнгартен и Дортмунд (1802 – 1806). Като Вилем I е суверен принц на Нидерландия (1813 – 1815), крал на Нидерландия и велик херцог на Люксембург (1815 – 1840), също херцог на Лимбург (1839 – 1840). Той е смятан за търговец-крал, понеже силно подкрепя търговията, индустрията и корабоплаването (и сам много забогатява).

## Живот
Син е на наследствения щатхаутер Вилхелм V Орански (1748 – 1806) и на Вилхелмина Пруска (1751 – 1820), дъщеря на принц Август Вилхелм Пруски (1722 – 1758), единадесетото дете на пруския крал Фридрих Вилхелм I.
През 1788 г. Вилем отива в Германия, където известно време е в двора на чичо му крал Фридрих Вилхелм II. През 1790 г. следва в град Лайден и се жени на 1 октомври 1791 г. в Берлин за братовчедката си Фридерика Луиза Вилхелмина Пруска (1774 – 1837), от фамилията Хоенцолерн, дъщеря на Фридрих Вилхелм II (1744 – 1797), крал на Прусия, и неговата втора съпруга принцеса Фридерика Луиза фон Хесен-Дармщат (1751 – 1805).
През 1793 – 1795 г. той командва нидерландската войска във войната против Франция в Белгия. Той отива в Берлин при избягалия си баща и получава от него църковното владение Фулда на 29 август 1802 г. и живее оттогава най-вече във Фулда. На 30 март 1815 г. той е коронован в двореца на Амстердам за крал на Обединеното кралство Нидерландия под името Вилем I на мястото на Луи Бонапарт, брата на Наполеон. Своите наследствени земи в Германия Вилем трябва да отстъпи на Прусия.
След смъртта на съпругата му Фридерика през 1837 г. Вилем иска да се ожени за графиня Хенриета д’Утремон дьо Вéгимон. Той предава короната на 7 октомври 1840 г. в ръцете на най-големия си син Вилхелм II. Вилем взема титлата Крал Вилхелм Фридрих граф на Насау и отива с голямото си състояние в Берлин в Нидерландския дворец, където се жени на 17 февруари 1841 г. с графиня д’Утремон. Умира след две години.

## Деца
Вилем и Фридерика имат децата:
- Вилхелм II Фридрих Георг Лудвиг (1792 – 1849), ∞ 1816 за Анна Павловна от Русия (1795 – 1865)
- Вилхелм Фридрих Карл (1797 – 1881), женен за принцеса Луиза Пруска (1808 – 1870)
- Вилхелмина Фридерика Луиза Паулина Шарлота (1800 – 1806)
- без име мъртвородено момче (30 август 1806)
- Вилхелмина Фридерика Луиза Шарлота Мариана (1810 – 1883), омъжена 1830 г. (разведена 1849) за принц Албрехт Пруски (1809 – 1872), брат на принцеса Луиза